# Paul Tutmarc

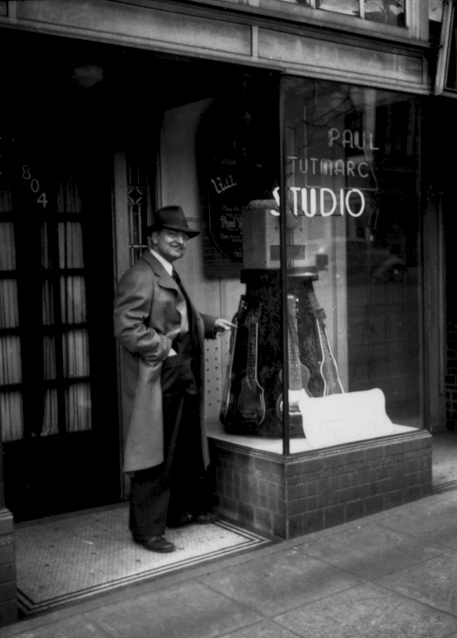
Paul Tutmarc vor seinem Studio in Seattle

Paul Tutmarc (* 29. Mai 1896; † 23. September 1972 in Seattle) war Musiker und Entwickler von Musikinstrumenten. Er sang Tenor, spielte und unterrichtete Hawaii-Gitarre (engl. Lap steel guitar). Tutmarc entwickelte eine Reihe von Saiteninstrumenten, darunter elektrisch verstärkte Kontrabässe, Bass- und Hawaii-Gitarren.

## Leben
Tutmarc sang als Kind im Kirchenchor. Mit 12 Jahren sang und spielte er Gitarre, Banjo und, mit 15 Jahren, akustische Hawaii-Gitarre und trug so zum Einkommen seiner Familie bei. Später arbeitete er bei einer fahrenden Vaudeville-Truppe. Mit etwas mehr als 20 Jahren zog er nach Seattle, wo er auf den Docks arbeitete. In der zweiten Hälfte der 1920er Jahre begann er mit Radio- und Theaterauftritten und erlangte Bekanntheit durch seine Tenorstimme.
Ab Anfang der 1930er Jahre gab Tutmarc Gitarrenunterricht. Gleichzeitig begann er mit der elektrischen Verstärkung einer Reihe von Musikinstrumenten, darunter Piano, Zither und Klassische Gitarre, zu experimentieren. Er stattete diese Instrumente mit einem Tonabnehmer aus einem drahtumwickelten Magneten aus und konnte so ihren Klang mit einem umgebauten Radio der Marke Atwater-Kent wiedergeben.
Tutmarcs Firma Audiovox Manufacturing Co. gehörte zu den allerersten Herstellern von elektrischen Hawaii-Gitarren, die  Tutmarc oft selbst vorführte und bewarb. 1935 entwickelte er einen aufrecht gespielten, elektrisch verstärkten Bass, scherzhaft auch als „electric bull-fiddle“ bezeichnet, die allerdings in erster Linie als Werbemittel diente. Berühmtheit erlangte er mit der Vermarktung des Model #736 „Electronic Bass Fiddle“, die mit Bünden ausgestattet und für eine horizontale Spielweise ausgelegt war. Dieses Instrument mit seinem radikal neuen Design gilt heute als die erste kommerziell gefertigte elektrische Bass-Gitarre; sie erschien 15 Jahre vor dem weitaus bekannteren Fender Precision Bass.
Tutmarc trat bis zum Ende der 1960er Jahre als Musiker auf. Unterricht gab er, bis er 1972 an einer Krebserkrankung verstarb.